# Солочин
Солочи́н (угор. Királyszállas)— село в Україні, в Закарпатській області, Мукачівському районі. Входить до складу Полянської сільської громади.

## Географія
Село Солочин розташоване за 7 км на північ від Сваляви і залізничної станції Свалява, неподалік від автомагістралі Чоп-Львів-Київ. Лежить між мальовничими горами Крехая (на сході) і Тесаник (на заході), в тісній каменистій долині гірського бурхливого потоку Тесанек, який витікає з підніжжя гори вулканічного походження Тесаник, і вливається в річку Пиня. У селі та довкола нього — багата рослинність та цілющі мінеральні води. Висота місцевості близько 340 метрів над рівнем моря. Ця територія цікава тим, що в ур. Буковина лежало дуже багато каменів-валунів. Ці каміння-валуни є історичним доказом, що гора Тесаник вулканічного походження. 

## Назва
Назва Солочин походить від слів «Солоч», що означає «сіль» та «солончак» — солончаковий ґрунт, який є у великій кількості на території села.

## Герб
Щит нерівномірно зубчасто скошений зліва лазуровим та зеленим. У першій частині заходить золоте сонце, без зображення обличчя, з такими ж променями. У другій частині понижений срібний фонтан із двома такими ж струменями. Поверх всього срібний олень, що обернувся, з золотими рогами.

## Історія
Заселення людей на території села Солочин припадає ще до бронзового віку в період 1-2 століття до нашої ери. Про це підтверджують розкопки, проведені 1930 року археологічною експедицією Земського музею ім..Леготського, що знаходився в м. Мукачево. У могилах, розкопках 1,5 км від села в ур. Пласнини, знайдена жіноча прикраси, предмети побуту.
З історії відомо, що село Солочин вперше згадане в 1430 році, яке тоді було власністю Другетів-вихідців з Італії. Перепис населення був проведений в Солочині у 1600 р. Цього ж року в Солочині поселився піп і два дяки. За даним перепису налічувалось 33- кріпаки,63-юнаки, 11-коней, 142 — рогатої худоби, 168-овець,79-свиней, 24-вулики бджіл. «Конесом», що означає наглядачем, був Георгій Калабішка, який підчинявся Зузані Лоранонфілі із родини Другетів.
Зміна назв: у 1600-Szolocsina, 1610-ben Zolochin, 1630-Saloczina, 1645-Zsoloczina, 1773-Szolocsina, Solocţino, 1808- Szolocsina, Soločin, Soločina, 1851-Szolocsina, 1877-Szolocsina, Szolocsin, 1913-Királyfiszállás (назва села було змінено, щоб відзначити той факт, що тут кілька разів побував під час полювання на спадкоємець трону Рудольф)., 1925-Soločina, 1930-Soločin, 1944-Szolocsina, Солочинъ, 1983-Солочин.
В 1791 р. побудована в селі дерев'яна церква в урочищі Мазанчиному, яка була до 1868 р. Кажуть, що вона згоріла. В 1868 р. збудована нова церква, яка стоїть ще й понині.
Національно-визвольна війна 1703—1711 рр. під проводом трансільванського князя Ференці ІІ Раковці також торкнулася знедоленого села. У загонах повстанців-куруців було чимало Солочинців. 
В 1772—1774 рр. проведена земельна урбаніальна реформа дала можливість одержати додаткові наділи землі. Граф Шенборн розділяє урочища Біласовиці та Реформ. У 1857 р. в селі при дерев'яній церкві організована церковна школа. В 1905 р. школа стає державною в приватному будинку Бочко, яка потім перейшла до Михайла Туряниці.
в ур. Буковина лежало дуже багато каменів-валунів. Ці каміння-валуни є історичним доказом, що гора Тесаник вулканічного походження.
Цей грунт дуже насичений мінеральними водами, яких налічується тут 15 джерел. Більша частина вод знаходиться на початку села. Також у підніжжі гори Тесаник є джерело цілющої сірко-водневої води. В урочищі Біласовиця знаходиться джерело мінеральної води «Вовків квас».
За часів Австро-Угорщини Чехії цією мінеральною водою керував єврей Вовк так в народі і залишилася назва «Вовків квас». Дещо раніше ця вода називалась «Панонія». Колись цю мін. воду там і розливали в пляшки і вивозили в Австрію, Мадярщину.

## Туризм
Гірськолижний витяг. Загальна довжина солочинських трас — 1 000 м, ширина — 50 м. Перепад висот не перевищує 200 м, витяг підійме вас на висоту 860 м. До послуг туристів 1 бугельний витяг плюс 2 мультиліфти на 300 і 400 м. Траси підготовані ратраком.
На території села розташовані санаторії «Квітка Полонини», «Кришталеве джерело», де покращують своє здоров'я з допомогою мінеральної води люди з усіх куточків України та інших країн.

## Туристичні місця
- 10 листопада 2020 року, скульптор Роман Мурник разом з ковалем Степаном Руснаком встановили, з-за допомоги відомого закарпатського мецената Павла Ганинця, міні-скульптуру одному з найвідоміших туристів Закарпаття — принцу Рудольфу Габсбургу (одягнений у нижньоавстрійські шорти, альпійські черевики, принц сидить на символічному компасі).
- парк фонтанів, Квітка полонини
- В урочищі Біласовиця знаходиться джерело мінеральної води «Вовків квас».
- Біля західної околиці села розташовані лісові заказники місцевого значення: «Тополина» і «Тесаник».

## Персоналії
- В селі народився член-кореспондент Академії Медичних Наук України, доктор медичних наук, професор Омелян Трохимович Михайленко (1933-1995) - визначний український акушер-гінеколог.

Василь Кобулей (народився та виріс в Солочині)- чехословацький військовий, полковник, один з ключових особ Східно-Карпатської операції та Моравсько-Остравської операції .

## Галерея

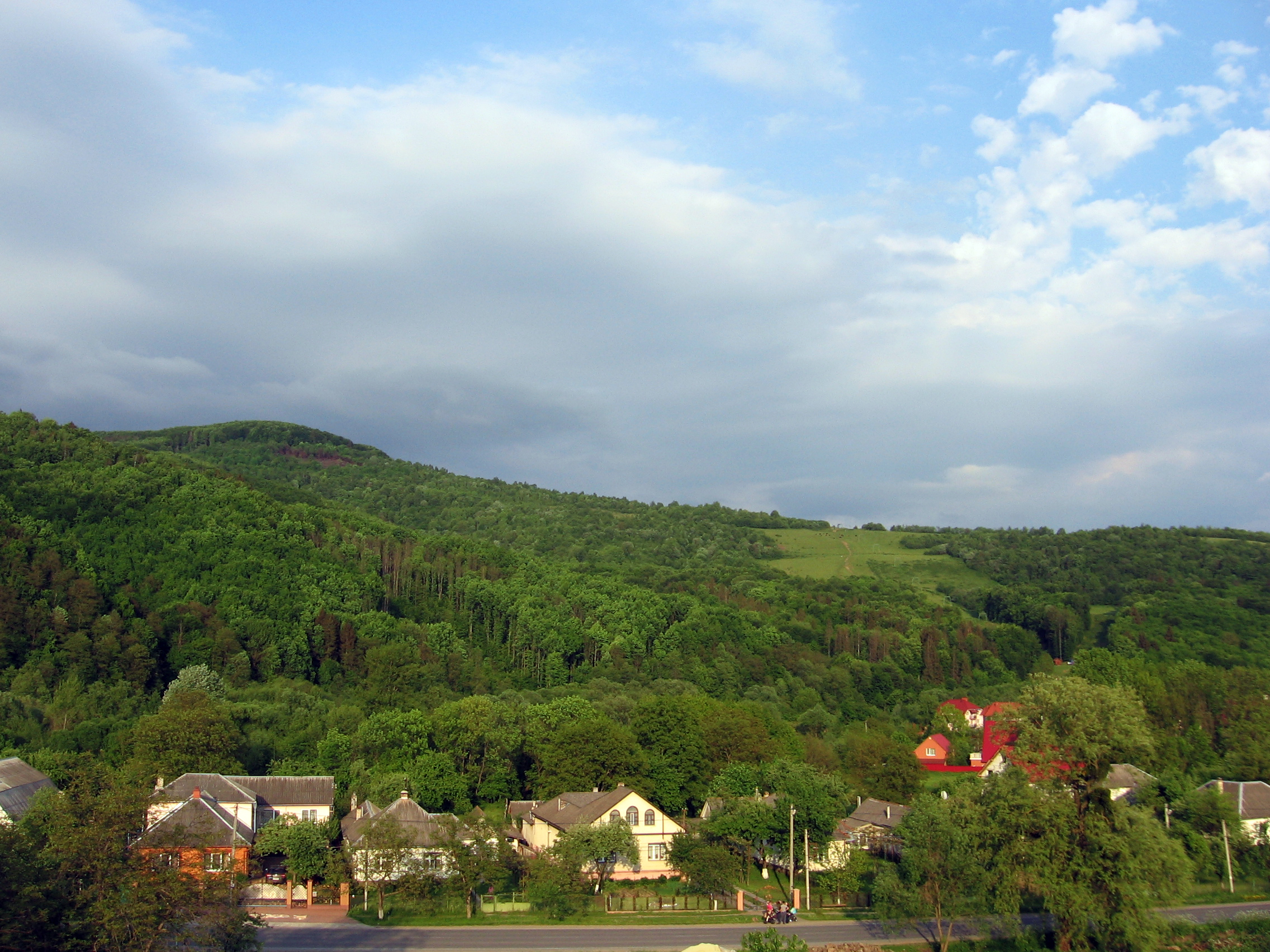
Солочин
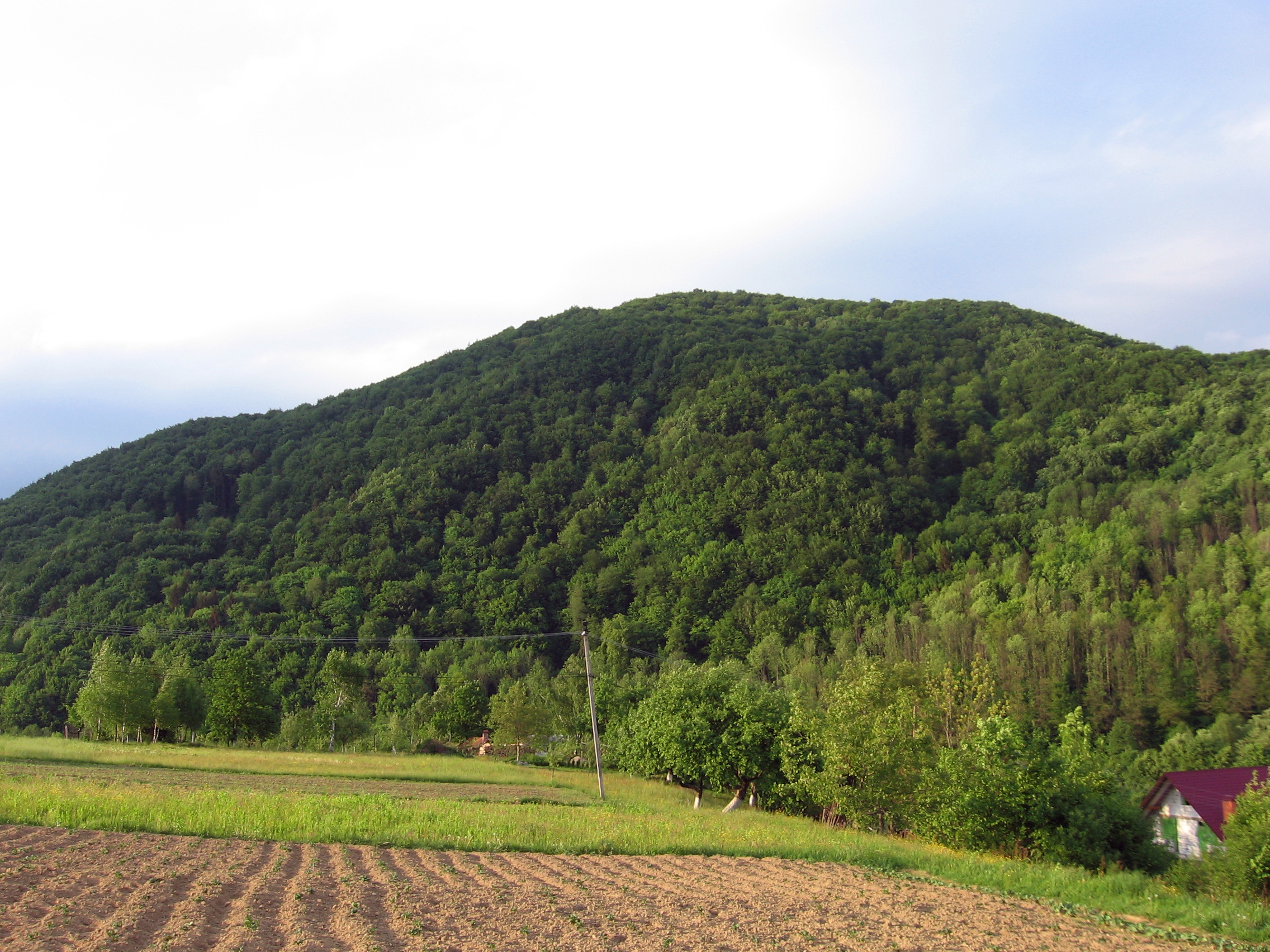
Гора Крехая
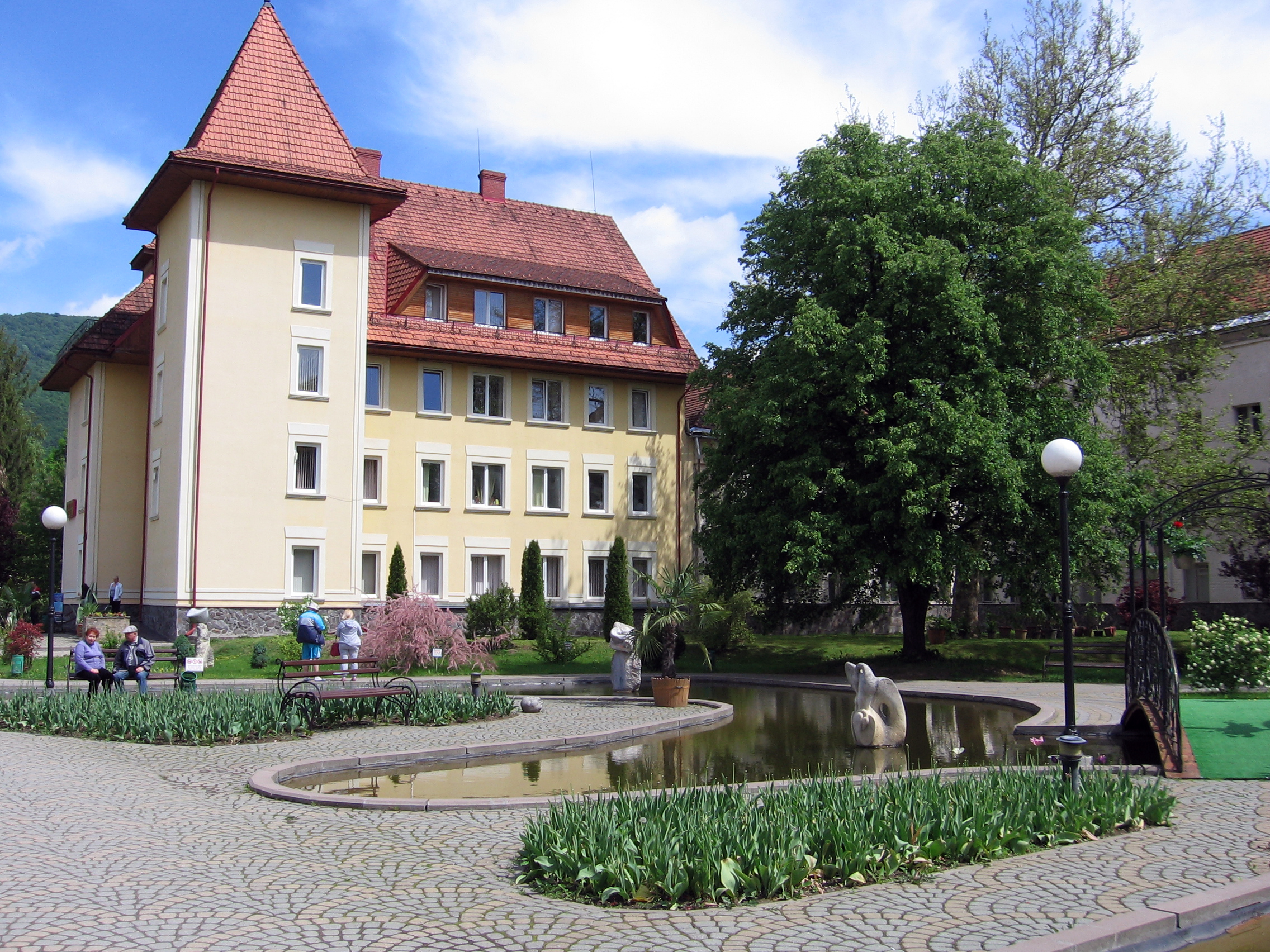
Територія санаторію «Квітка Полонини»
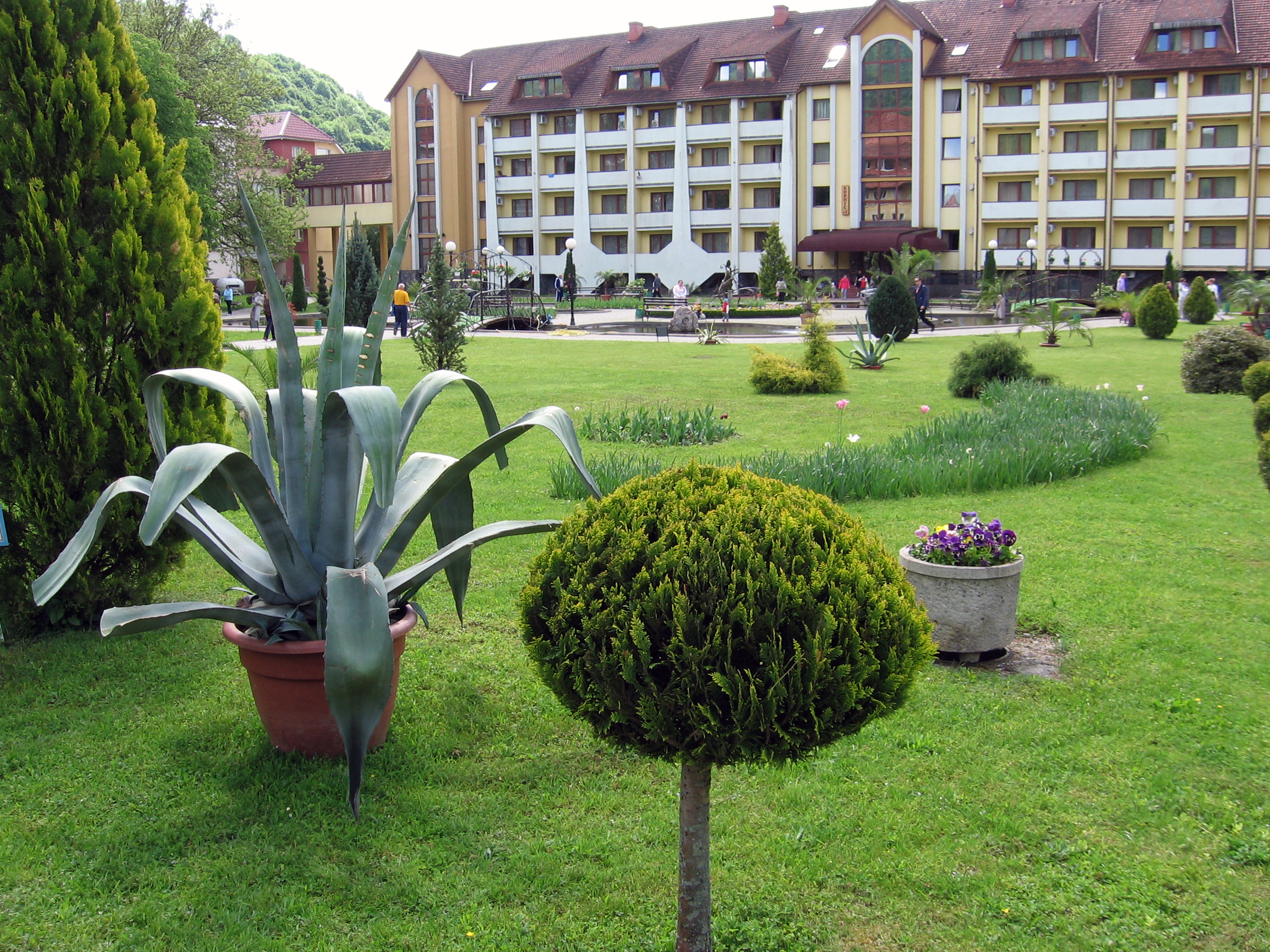
Територія санаторію «Квітка Полонини»
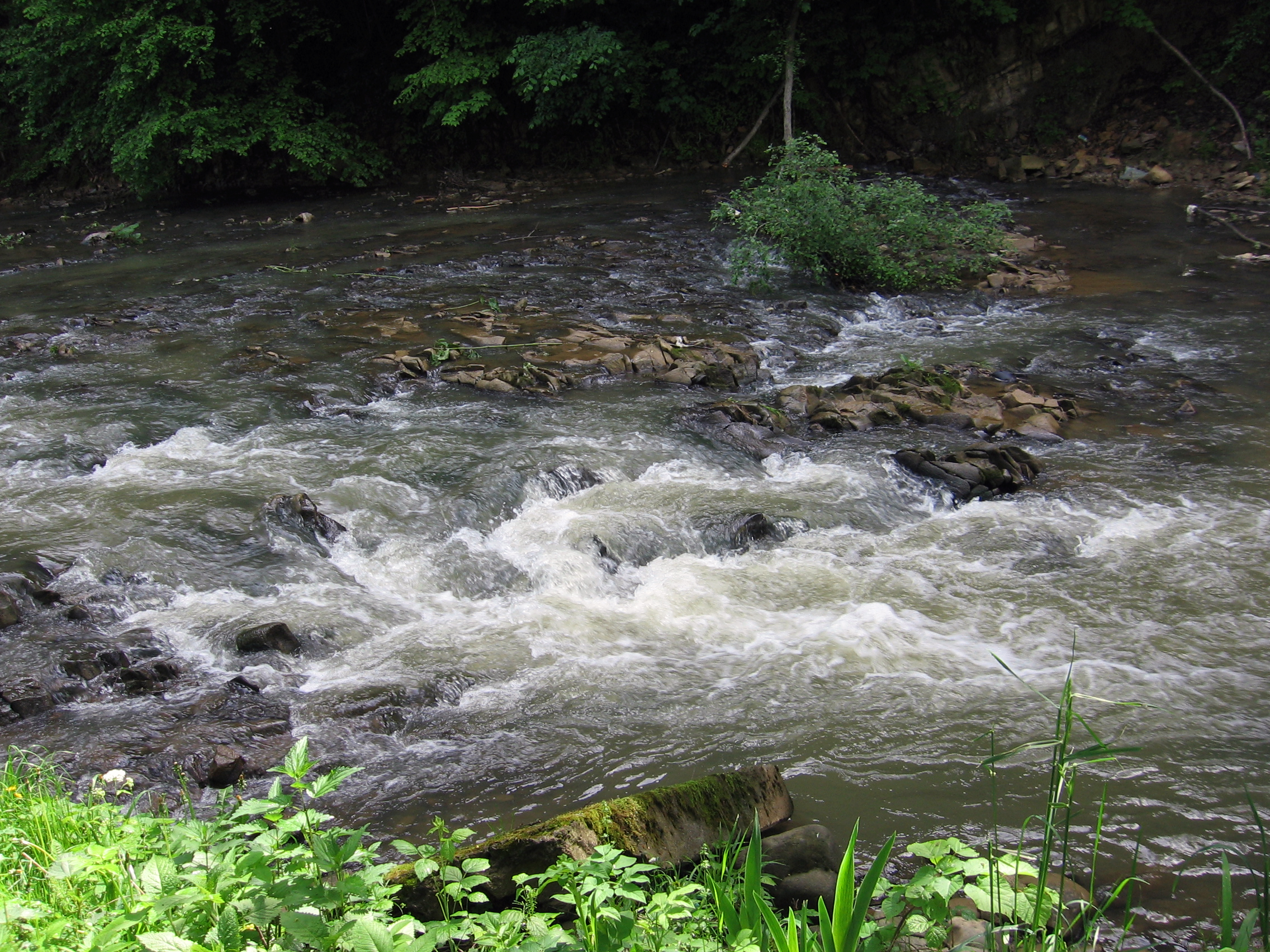
Річка Пиня
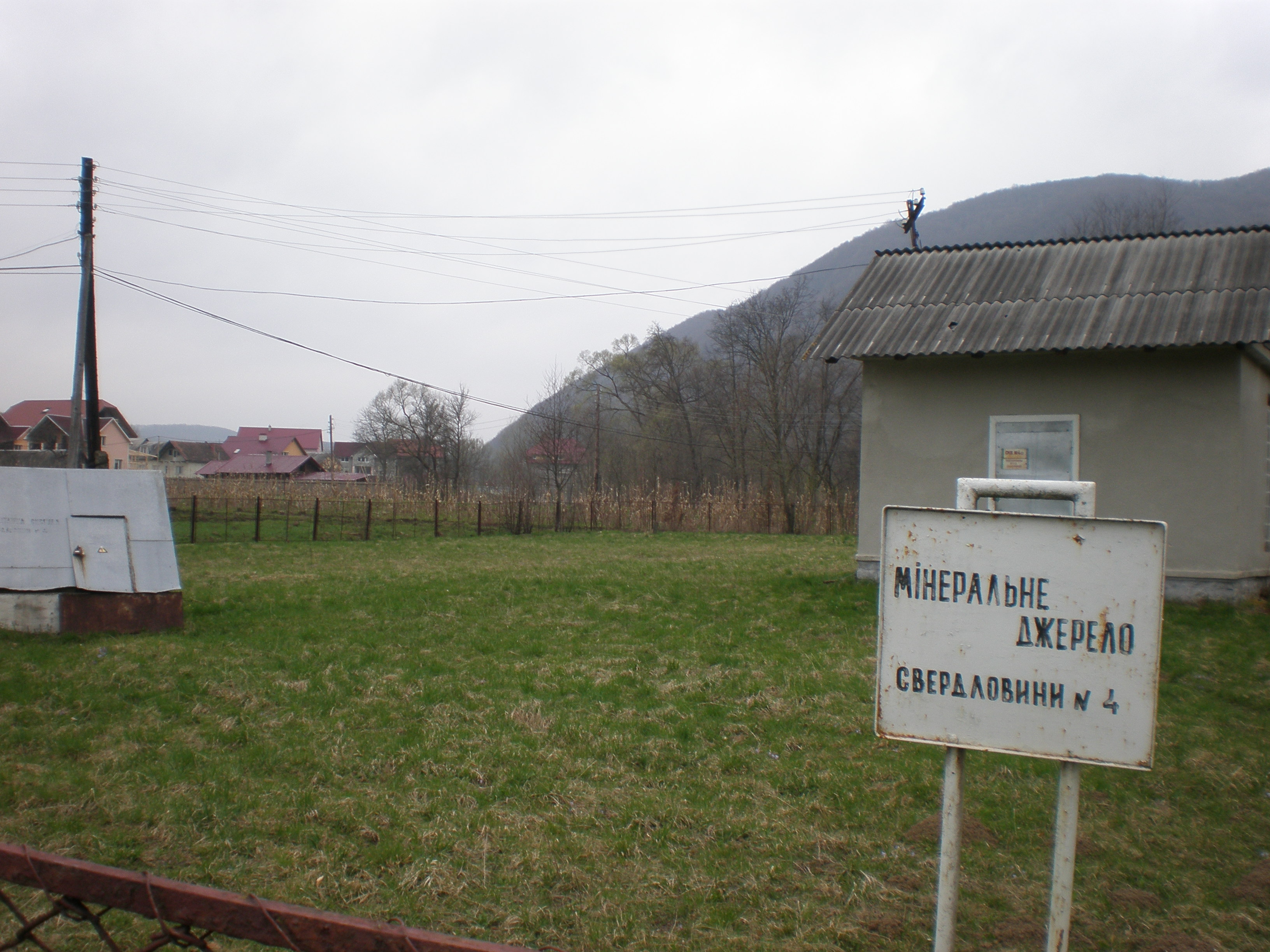
Джерело мінеральної води

## Дивіться
- Солочин (курорт)

## Населення
Згідно з переписом УРСР 1989 року чисельність наявного населення села становила 1003 особи, з яких 503 чоловіки та 500 жінок.
За переписом населення України 2001 року в селі мешкало 1205 осіб.

### Мова
Розподіл населення за рідною мовою за даними перепису 2001 року:
| Мова       | Відсоток |
| ---------- | -------- |
| українська | 99,55 %  |
| російська  | 0,45 %   |